# Mark Gordon
Mark Gordon (ur. w 1953, zm. 14 czerwca 2018) – amerykański brydżysta, World Life Master (WBF).

## Wyniki brydżowe

### Zawody światowe
W światowych zawodach zdobył następujące lokaty:
| Mistrzostwa Świata. Konkurencja teamów | Mistrzostwa Świata. Konkurencja teamów | Mistrzostwa Świata. Konkurencja teamów | Mistrzostwa Świata. Konkurencja teamów | Mistrzostwa Świata. Konkurencja teamów | Mistrzostwa Świata. Konkurencja teamów |
| Rok                                    | Miejsce                                | Zawody                                 | Kategoria                              | Drużyna                                | Pozycja                                |
| -------------------------------------- | -------------------------------------- | -------------------------------------- | -------------------------------------- | -------------------------------------- | -------------------------------------- |
| 2013                                   | Nusa Dua                               | 41. Mistrzostwa Świata Teamów          | Trans                                  | Gordon                                 | 1                                      |
| 2011                                   | Veldhoven                              | 40. Mistrzostwa Świata Teamów          | Trans                                  | Gordon                                 | 4                                      |
| 2010                                   | Filadelfia                             | 13. Seria Mistrzostw Świata            | Open                                   | Gordon                                 | 33                                     |
| 2010                                   | Filadelfia                             | 13. Seria Mistrzostw Świata            | Miksty                                 | Gordon                                 | 17                                     |
| 2009                                   | São Paulo                              | 39. Mistrzostwa Świata Teamów          | Trans                                  | Gordon                                 | 18                                     |
| 2007                                   | Szanghaj                               | 38. Mistrzostwa Świata Teamów          | Trans                                  | Gordon                                 | 4                                      |
| 2006                                   | Werona                                 | 12. Mistrzostwa Świata                 | Open                                   | Gordon                                 | 17                                     |

| Mistrzostwa Świata. Konkurencja par | Mistrzostwa Świata. Konkurencja par | Mistrzostwa Świata. Konkurencja par | Mistrzostwa Świata. Konkurencja par | Mistrzostwa Świata. Konkurencja par | Mistrzostwa Świata. Konkurencja par |
| Rok                                 | Miejsce                             | Zawody                              | Kategoria                           | Partner                             | Pozycja                             |
| ----------------------------------- | ----------------------------------- | ----------------------------------- | ----------------------------------- | ----------------------------------- | ----------------------------------- |
| 2006                                | Werona                              | 12. Mistrzostwa Świata              | Open                                | Boris Baran                         | 183                                 |

### Zawody europejskie
W europejskich zawodach zdobył następujące lokaty:
| Zawody europejskie. Konkurencja teamów | Zawody europejskie. Konkurencja teamów | Zawody europejskie. Konkurencja teamów | Zawody europejskie. Konkurencja teamów | Zawody europejskie. Konkurencja teamów | Zawody europejskie. Konkurencja teamów |
| Rok                                    | Miejsce                                | Zawody                                 | Kategoria                              | Drużyna                                | Pozycja                                |
| -------------------------------------- | -------------------------------------- | -------------------------------------- | -------------------------------------- | -------------------------------------- | -------------------------------------- |
| 2003                                   | Mentona                                | 1. Otwarte Mistrzostwa Europy          | Open                                   | Gordon                                 | 17                                     |

## Klasyfikacja
- Mark Gordon – klasyfikacja WBF (ang.)